# 内塞西达迪什宫

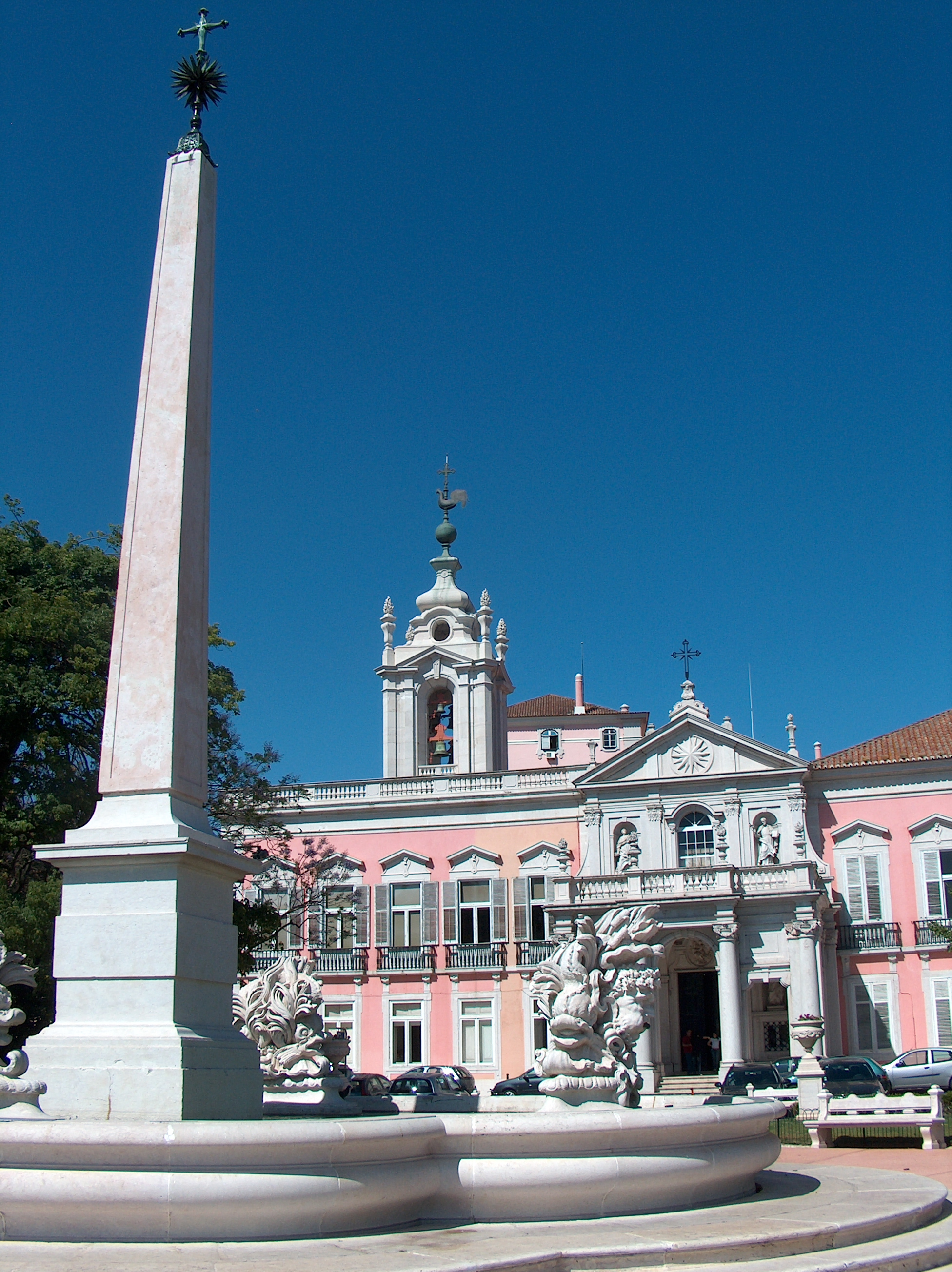
内塞西达迪什宫

内塞西达迪什宫（葡萄牙语：Palácio das Necessidades）是葡萄牙里斯本的一座历史建筑，位于Rilvas广场。其前身是兴建于18世纪的修道院，由国王若昂五世下令修建，以感谢 “需要圣母”Our Lady of Needs答应了他的祈祷。
在19世纪，瑪麗亞二世在位时期，内塞西达迪什宫成为布拉干萨王朝的王宫，所有后来的君主也都住在这里，除了她的儿子路易斯一世喜欢住在阿茹达宫（Ajuda）。玛丽亚二世的丈夫费迪南二世居住在此直到去世，曾收藏了大量艺术品。此宫曾经历多次的改建，以适应住在这里的不同君主的口味。最后一次改建是在20世纪初，卡洛斯一世扩建了国宴厅，因为外交活动频繁在此举行。 
内塞西达迪什宫是在葡萄牙历史上一些重大事件的发生地点。在王宫发生的最后一件大事，是1908年2月8日，举行被激进的共和党人暗杀的国王卡洛斯和他的儿子路易·菲利普王子的联合葬礼。
在1910年10月5日革命中，此宫受到驻扎在塔霍河上的巡洋舰Adamastor的保护。战斗对宫殿造成了一定的损害，一颗炸弹甚至到达一楼国王曼努埃尔二世的私人区域，不过国王已经前往宫内别处躲避。多亏思维敏捷的雇员砍倒了悬挂表示君主居住在宫内的皇家旗帜的旗杆，才使得共和党人相信曼努埃尔二世已经放弃了他的住处。
国王在离开里斯本几个小时后，前往首都西北28公里的马夫拉宫避难。
宫内的许多艺术作品，是曼努埃尔二世的私人财产，跟随他流亡在伦敦的住所。
1910年10月5日共和国成立后，该宫殿荒废了近40年。在1950年左右，它成为葡萄牙外交部所在地，直到今日。大多数的皇家收藏品被转移到阿茹达宫博物馆。